# Джишкаріані Михайло Дмитрович
Міхеїл Дмитрович Джишкаріані (груз. მიხეილ ჯიშქარიანი; 1 листопада 1969, Сухумі) — колишній грузинський футболіст, нападник збірної Грузії.

## Біографія
Народився 1 листопада 1969 року в Сухумі. Почав грати в Гагрській ДЮСШ у Г.Іашвілі. З 1980 року Виступав за «Динамо» (Гагра). 1988 року розпочав професійну кар'єру в «Динамо» (Тбілісі). Після короткого виступу в клубах «Динамо» (Батумі), «Цхумі» і «Ворматія» перейшов до «Динамо» (Київ), за який навіть зіграв 2 матчі в Лізі Чемпіонів проти ПСЖ. Проте дуже скоро з поста головного тренера був знятий Михайло Фоменко, а новий головний тренер — Йожеф Сабо не бачив гравця в основному складі. У 1995 році підписав контракт з російським клубу КАМАЗом, у складі якого пограв у Кубку УЄФА (6 ігор, 1 гол). Після того виступав у ряді клубів, проті ніде не зміг затриматися. У 2005 році у віці 36 років закінчив свою кар'єру в клубі «Амері» (Тбілісі).

### Збірна
У 1992 і 1994 провів по одному матчу за національну збірну Грузії.

## Досягнення
- Чемпіон України: 1994
- Володар Кубка Грузії: 2000
- Рекордсмен Грузії за кількістю голів в одному матчі на клубному рівні (7 голів).